# Pheidole woodmasoni
Pheidole woodmasoni är en myrart som beskrevs av Auguste-Henri Forel 1885. Pheidole woodmasoni ingår i släktet Pheidole och familjen myror. Inga underarter finns listade i Catalogue of Life.